# Punizione (romanzo giallo)
Punizione (The Punishment She Deserves) è il ventesimo romanzo che la scrittrice statunitense Elizabeth George ha dedicato alla serie dell'Ispettore Thomas Lynley.
Pubblicato nel 2017, tradotto in numerose lingue, in italiano è apparso nel 2018.

## Trama
In seguito alla pressante richiesta di un esponente politico di riguardo, Sir David Hillier invia il vicecommissario Ardery e Barbara Havers nello Shropshire, per indagare su aspetti di corretta procedura, a proposito di un caso di arresto, conclusosi con il suicidio del fermato. L'uomo, un diacono accusato di pedofilia, condotto nella stazione di polizia di Ludlow, si era impiccato con una stola, mentre si trovava incustodito e libero dalle manette. Il padre, un facoltoso produttore di birra, convinto sia dell'innocenza del figlio, sia della forte irregolarità delle operazioni da parte della polizia, reclamava chiarezza sulla vicenda.
Le ricerche di Ardery e Havers portano a scoprire molte irregolarità, per altro già rilevate da un precedente controllo. L'agente che aveva eseguito l'arresto, Gary Ruddock, non sapeva, a suo dire, cosa avesse compiuto il diacono, ma doveva solo aspettare che altri colleghi lo venissero a prendere. La stazioncina di Ludlow non era attrezzata per casi del genere e il poliziotto era in realtà un semplice ausiliario che si limitava a ronde in città per controllare i pub ed intervenire in caso di ubriachezza molesta. Quanto all'accusa di pedofilia, risultava basata su un'unica telefonata anonima. L'ordine di fermare il diacono, di nome Ian Druitt, era giunto una sera in cui gli agenti più qualificati erano troppo impegnati.
Durante la trasferta a Ludlow, Barbara Havers insiste perché si indaghi su tutto e si denunci il caso come da riaprire, ma Isabelle Ardery (in piena crisi perché alcoolista ormai fuori controllo) pretende di avallare quanto già appurato perché, sostiene, il loro mandato è formale e deve solo dichiarare se i controlli già avvenuti sono soddisfacenti. Ardery vorrebbe liberarsi di Barbara e spera in un suo passo azzardato. Prostrata umanamente dalla propria situazione familiare (l'ex marito vuole trasferirsi con i bambini in Nuova Zelanda, senza nemmeno concederle di mandarglieli per le vacanze), non riesce tuttavia ad impedire a Barbara di raccogliere moltissimi fatti tra i quali, una volta tornate a Londra, la scoperta che Ian Druitt era stato fermato ben diciannove giorni dopo la segnalazione.
Quest'ultima scoperta fa pensare che si sia proceduto a un controllo sulla veridicità delle accuse, ma nulla di simile è avvenuto. Perciò Hillier, a sorpresa, invia stavolta Barbara con Lynley per compiere un'indagine non più burocratica. Egli si è accorto dell'alcoolismo della Ardery e, da parte politica, ha molte pressioni. Tornati nello Shropshire, Lynley e Havers ricominciano a interrogare tutti, scontrandosi con varie forme di ostruzionismo da parte della polizia locale. Le scoperte però si evidenziano: il diacono era stimato da tutti e le accuse potevano essere frutto di invidia per il molto zelo che metteva nel compiere iniziative utili. Invece Ruddock, affetto da disturbi di apprendimento (dislessia, disgrafia e discalculia) è inadeguato al ruolo di ausiliario e ammette di essersi ingraziato i superiori, per il posto. Emergono troppi legami con il vicecomandante della West Mercia Police, Clover Freeman, madre di un ragazzo difficile e ribelle, che si appoggia a Ruddock per controllare il figlio.
Di tappa in tappa, ogni verità si fa strada e avvolge Ruddock e la Freeman. L'arresto di Druitt è stato orchestrato affinché l'una desse l'ordine una certa sera e l'altro eseguisse. Lasciata incustodita la stazione di polizia, Ruddock, che aveva preso una stola a caso nella sacrestia dove aveva fermato Druitt, era rientrato a delitto avvenuto e aveva inquinato la scena del crimine. A monte c'era stata la richiesta di Druitt di compiere una valutazione scientifica su certa biancheria, appartenuta a una ragazza che era stata sodomizzata e si era rivolta a lui per fronteggiare le sofferenze conseguenti. L'episodio era avvenuto mesi prima, dopo una bevuta, e Ruddock aveva accompagnato a casa la ragazza con altri, tra cui il figlio della Freeman, Finnegan. Da quel momento, Ruddock aveva tenuto in pugno la Freeman, facendole credere che il figlio avesse compiuto la violenza: invece era stato proprio lui.
La ragazza vittima di stupro, Missa Lomax, non aveva avuto il coraggio di denunciare l'accaduto e solo grazie al continuo indagare di Lynley era stata convinta dalla nonna a parlare. Con il risultato che il padre di Missa, stravolto dalla rabbia, si era precipitato da Finn Freeman per ucciderlo e lo aveva aggredito con un attizzatoio, riducendolo in fin di vita e fratturando un braccio anche al suo inquilino, Bruce Castle. A salvare i due giovani è stata la coinquilina Dena Donaldson, entrata in casa improvvisamente. Il misfatto convince anche lei ad aggiungersi ai testimoni di quanto avvenuto in passato, anche perché Ruddock pretendeva favori sessuali dalle ragazze ubriache, a patto di non smascherarle con i genitori.
Finalmente arrestato, Ruddock è inviato alla più vicina stazione di polizia dove, prima di entrare in camera di sicurezza, ottiene di fare una telefonata, secondo i suoi diritti. Gli agenti danno per scontato che abbia chiamato l'avvocato, ma invece ha avvertito la Freeman di quanto successo. La donna, da tempo in conflitto con il marito (perché lui non approvava l'eccesso di sospetto e la mancanza di fiducia da lei dimostrate continuativamente verso Finn), resasi conto che per anni aveva tacciato il figlio di infamie e che era stata facilmente manovrata da Ruddock, essendo membro di un aeroclub, raggiunge un aliante e si toglie la vita per mezzo di uno sganciamento affrettato.
La narrazione viene fermata prima della piena confessione di Ruddock. Lynley e Havers rientrano a Londra, ricevendo molti elogi da Hillier. Quanto alla Ardery, finalmente decisa a fronteggiare i suoi errori, libera la Havers dalla minaccia di un trasferimento forzato e chiede a Hillier un congedo per entrare in una clinica a disintossicarsi. Dopo un mese Barbara, che aveva appreso a ballare il tip tap grazie all'amicizia di Dorothea Harriman, si esibisce in un saggio al quale presenziano (con stupore, irritazione e poi grande gioia dell'interessata) tutti coloro che la stimano e le vogliono bene: Lynley, Lo Bianco, Nkata, i St.-James e molti altri.

## Personaggi
- Thomas Lynley, sempre inappuntabile, gestisce i rapporti con tre donne complicate: la collega Barbara Havers, la sovrintendente Isabelle Ardery e la donna cui si sente legato, Daidre Trahair.
- Barbara Havers, animata da una fortissima avversione per l'ipocrisia e l'ingiustizia come sempre, scopre di sapersi impegnare nell'apprendimento del tip-tap, con grande gioia di chi le vuole bene (Lynley, Nkata, Lo Bianco e molti altri).
- Winston Nkata, sergente collega di Barbara, in questa indagine fa alcune ricerche per Lynley e Barbara che sono in trasferta.
- Isabelle Ardery, all'inizio non ha deposto i pregiudizi contro Barbara, ma le vicende della sua vita la conducono sull'orlo del licenziamento. In procinto di perdere i figli gemelli, troppo controllati dall'ex marito e da sua moglie, trova la forza di lottare contro l'alcoolismo e di tentare un riscatto umano, prima ancora che professionale.
- Robert Ardery, ex marito di Isabelle. Ha la custodia dei loro figli James e Laurence, che gestisce in modo controllante sino al ricatto, spalleggiato dalla moglie Sandra. Il gruppo familiare sta per trasferirsi in Nuova Zelanda e si vogliono imporre a Isabelle condizioni di distacco contro cui lei non ha molte armi per lottare.
- Sir David Hillier, sovrintendente capo della sua sezione di Scotland Yard, è un po' troppo pressato dalle aspettative di esponenti politici, ma, nonostante tutto, mantiene la sua integrità.
- Dorothea Harriman (Dee), segretaria del dipartimento della Metropolitan Police (New Scotland Yard) è divenuta amica di Barbara e l'ha convinta a frequentare i corsi di tip-tap. In generale, sa sempre un sacco di segreti del dipartimento ed è molto gentile e preoccupata verso amici e non, come la Ardery.
- Ian Druitt, diacono della parrocchia di St. Laurence a Ludlow. Si occupa di moltissime attività sociali e ha anche ricevuto un premio dalla cittadinanza per il suo impegno.
- Clive Druitt, facoltoso padre di Ian.
- Gary Ruddock (Gaz), agente ausiliario di polizia, fa servizio a Ludlow.
- Clover Freeman, vice comandante della polizia dello Shropshire, ha formato Ruddock e ne ha fatto un suo prediletto. È madre di un ragazzo problematico.
- Trevor Freeman, marito di Clover, gestisce un centro benessere. A differenza della moglie, non considera irresponsabile il figlio e non approva l'atteggiamento di controllo continuo che la donna mette in atto verso il ragazzo.
- Finnegan Freeman (Finn), figlio diciannovenne di Clover e Trevor. In aperto conflitto con la madre, non perde occasione di litigare. Vive a Ludlow per ragioni di studio e, per volontà della madre, aiuta il diacono Druitt in un doposcuola per bambini.
- Bruce Castle (Brutus), coinquilino di Finnegan. Di piccola statura, è sempre molto elegante ed è il prediletto delle ragazze.
- Dena Donaldson (Ding), coinquilina di Finn e Brutus, si illude di avere Brutus tutto per sé. Per il resto, ha pochi mezzi economici che incrementa con lavori vari e non vuole vivere con la madre e il patrigno.
- Rabiah Lomax, ex insegnante di matematica, madre, suocera e nonna di alcune persone in grave dissesto familiare.
- Timothy Lomax, figlio di Rabiah e marito di Yasmina. Farmacista al presidio sanitario, è tossicodipendente di quegli stessi farmaci che dovrebbe amministrare per gli altri.
- Yasmina Lomax, pediatra, moglie di Timothy. Di famiglia indiana, sembra conoscere solo il dovere nelle relazioni con le figlie, in realtà è stata educata in modo molto lontano dalla mentalità inglese e , quando si è fatta una sua famiglia, i suoi l'hanno ripudiata, togliendole i possibili riferimenti positivi.
- Missa Lomax (Melissa), primogenita di Yasmina e Timothy, studiava con risultati molto brillanti, ma ha voluto ritirarsi dal college per motivi che non hanno convinto i familiari. In rotta con la madre per queste scelte, è appoggiata dagli altri, soprattutto il fidanzato.
- Sati Lomax, dodici anni, ultima figlia dei Lomax, è molto fragile, a causa della recente perdita della sorella secondogenita.
- Janna, si colloca tra Missa e Sati ed è morta da un anno, di malattia. Tutti i Lomax hanno preso direzioni diverse per fronteggiare questo lutto: tossicodipendenza (il padre), autoritarismo (la madre), ribellione (Missa) e regressione (Sati).
- Justin Goodayle, fidanzato di Missa, fa il fabbro e sa compiere altri lavori preziosi. È figlio di contadini.
- Flora Bevans, coltiva fiori e ha affittato una stanza della casa a Ian Druitt.
- Greta Yates, psicologa del West Mercia College, è anche sorella di Flora.

## Edizioni in italiano
- Elizabeth George, Punizione, traduzione di Annamaria Biavasco e Valentina Guani, Longanesi, Milano 2018
- Elizabeth George, Punizione, lettrice: Grazia Venturi, Centro internazionale del libro parlato, Feltre 2018
- Elizabeth George, Punizione: romanzo, Mondolibri, Milano 2018
- Elizabeth George, Punizione, traduzione di Annamaria Biavasco e Valentina Guani, Superpocket, Milano 2019
- Elizabeth George, Punizione: romanzo, traduzione di Annamaria Biavasco e Valentina Guani, TEA, Milano 2020